# Liste von Schriften Benjamin Franklins
Dies ist eine Liste von einigen Schriften Benjamin Franklins.

## Einleitung
Benjamin Franklin (geboren am 17. Januar 1706 in Boston, Massachusetts, gestorben am 17. April 1790 in Philadelphia, Pennsylvania) war einer der Gründerväter der Vereinigten Staaten.
Franklin hat nicht nur als Schriftsteller, sondern auch als Wissenschaftler und insbesondere als Politiker große Bedeutung erlangt. Er ist auch zu einem „symbol of American civilization“ (Penguin Classics) geworden. Er ist der Verfasser einer berühmten Autobiographie, die als das erste „klassische“ Werk der amerikanischen Literatur gilt. Benjamin Franklins Schriften repräsentieren eine lange Karriere literarischer, wissenschaftlicher und politischer Bemühungen über eine Lebenszeit, die sich fast über das gesamte 18. Jahrhundert erstreckte. Sie enthalten Überlegungen zu Fragen wie Philosophie und Religion, sozialem Status, Elektrizität, amerikanischen nationalen Eigenschaften, Krieg und dem Status der Frauen.

## Themenvielfalt
Seine Betrachtungen, Essays und Geschichten erstrecken sich dabei über ganz unterschiedliche Themen, wie „Über frühe Ehen“, Moralen aus dem Schachspiel, Über den Sklavenhandel, Bemerkungen über die Nordamerikanischen Wilden, Über den inneren Zustand von Amerika, Unterricht für diejenigen, die nach Amerika auszuwandern gedenken, außerdem die Kunst, sich angenehme Träume zu verschaffen, Mittel, um reich zu werden, die Kunst zu schwimmen, Luxus, Müßiggang und Kunstfleiß, Musik, Papier, Getreidepreise und Armenunterstützung, das Matrosenpressen und vieles anderes mehr.
Noch zu seinen Lebzeiten erschienen seine „Sämmtlichen Werke“ auch auf Deutsch, mit dem vollständigen Titel: Des Herrn D. Benjamin Franklin's, Mitglieds der Königlichen Londner und Göttinger Gesellschaften, der Königlichen Pariser Akademie der Wissenschaften, der Edimburger und Rotterdamer Bataafs Genootschap der Proefondervindelijke Wijsbegeerte, Präsidentens der philosophischen Gesellschaft zu Philadelphia, Geschäftsträgers einiger Amerikanischen Kolonien, [et]c. sämmtliche Werke. (Dresden, 1780).

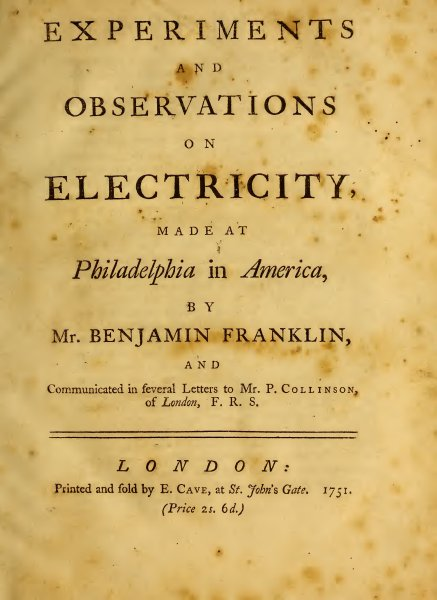
Titelseite der Originalausgabe von Experiments and Observations on Electricity (1751)

## Ausgewählte Inhaltsbeschreibungen
Als Franklins wichtigste wissenschaftliche Veröffentlichung gilt sein Experiments and Observations on Electricity, ein Buch über seine in Philadelphia gemachten Experimente und Beobachtungen zur Elektrizität.
Da seine wissenschaftlichen Veröffentlichungen in Gelehrtenkreisen im Allgemeinen bekannter als seine sonstige Schriften sind (mit Ausnahme der Autobiographie), werden im Folgenden in einer kleinen Auswahl schwerpunktmäßig kurz einige weitere seiner Schriften vorgestellt:
Sein allgemein als A Letter To a Royal Academy (Brief an eine Königliche Akademie) bekannter Brief trägt auch den Namen Fart Proudly („Furze stolz“).
In seiner von späteren Generationen zensierten Satire On the Choice of a Mistress (Über die Wahl einer Geliebten) nennt Franklin acht Gründe, warum ein junger Mann eine ältere Geliebte einer jungen vorziehen sollte. Zu den Vorteilen zählten eine bessere Konversation, ein geringeres Risiko einer ungewollten Schwangerschaft und „größere Vorsicht und Diskretion bei der Durchführung einer Intrige, um Verdacht zu verhindern“.
Poor Richard's Almanack (Almanach des Armen Richard), eine Spruchsammlung mit Ratschlägen und Hinweisen für das gesamte Leben – vollständig unter dem Pseudonym Richard Saunders veröffentlicht – erschien ohne Unterbrechung jedes Jahr von 1732 bis 1758. Der Almanach der Kunstfigur namens Richard, die Franklin für seine Jahrbücher erschaffen hatte, enthielt meteorologische, astrologische und astronomische Informationen, wie sie in typischen Almanachen der damaligen Zeit enthalten waren, dieser aber ist vor allem als Verwahrungsort für Franklins einzigartige Aphorismen und Maximen in Erinnerung geblieben, die im heutigen amerikanischen Englisch weiterleben. Sein berühmt gewordener Kalender diente anderen, wie dem Hebelschen Schatzkästlein und dem Auerbachschen Gevattersmann als Vorbild.
Sein Drinker's Dictionary (Trinker-Wörterbuch) beispielsweise ist eine Liste von 228 „umgangssprachlichen Ausdrücken“ zur Beschreibung von Trunkenheit.
Rules for Making Oneself a Disagreeable Companion (Regeln, um sich selbst zu einem unangenehmen Begleiter zu machen) (1750) ist ein (weiteres) satirisches Stück von ihm.
The Way to Wealth (der Titel „Weg zum Reichtum“ ist irreführend) (1758) ist eine Sammlung von Lebensweisheiten und Kalendersprüchen, die in Poor Richard's Almanac während der ersten 25 Jahre seines Erscheinens präsentiert wurden, in Form einer Rede, die „Father Abraham“ vor einer Gruppe von Menschen hielt. Viele der Phrasen, die Vater Abraham zitiert, sind auch heute noch bekannt. Die Einsichten eines amerikanischen Pioniers zu den Themen Arbeitsethik und Genügsamkeit werden darin einer breiten Leserschaft vermittelt.
In seinen Remarks Concerning the Savages (Einige Bemerkungen über die (nordamerikanischen) Wilden), worin ein schwedischer Geistlicher, der die Häuptlinge der Susquehanna-Indianer versammelt hatte und ihnen eine Predigt hielt, in der er sie mit den 'wesentlichen historischen Fakten' (principal historical facts) bekannt machte, auf denen die christliche Religion beruht - wie der Sündenfall des ersten Menschenpaares durch den Verzehr eines Apfels, das Kommen Christi, um das Unheil zu beheben, seine Wunder und Leiden usw. Als der Geistliche geendet hatte, stand ein indianischer Redner auf, um ihm zu danken:

„‘What you have told us,’ says he, ‘is all very good. It is indeed bad to eat apples. It is better to make them all into cider. [...]”“

## Schriften

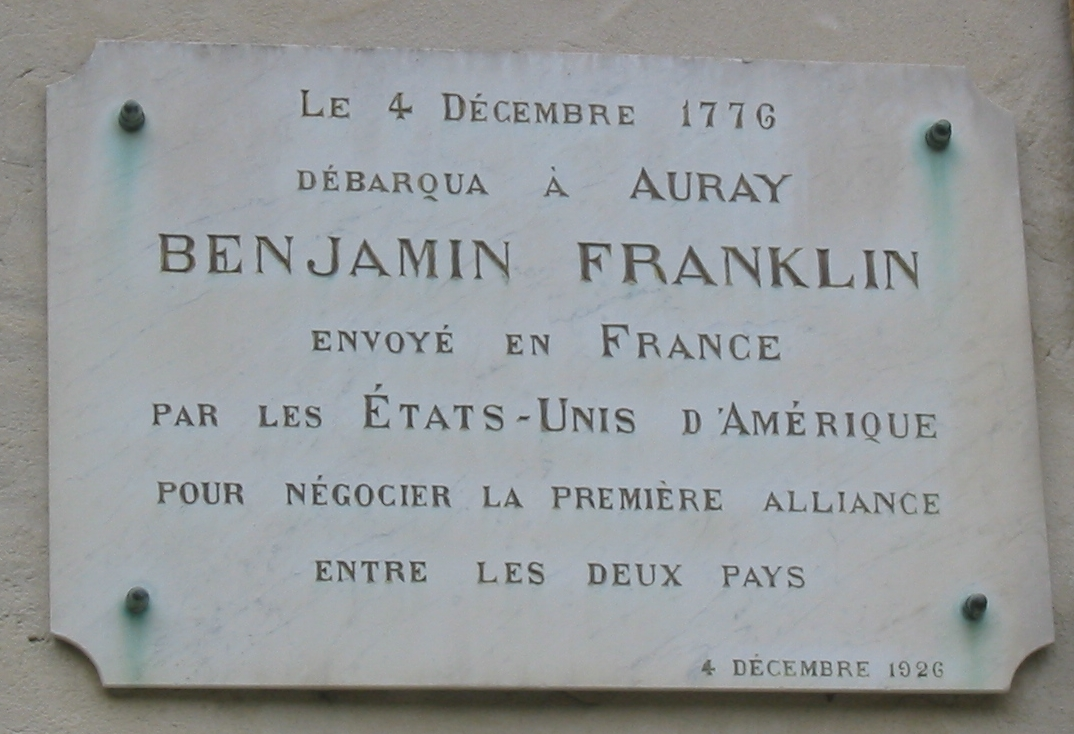
Gedenktafel zur Erinnerung an die Ankunft von Benjamin Franklin im französischen Hafen Saint-Goustan (Auray)

Die folgende Übersicht mit einer Auswahl seiner Schriften ist cum grano salis chronologisch sortiert:
- Silence Dogood letters (1722)

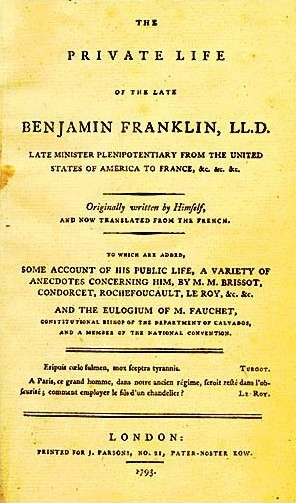
Autobiographie - Titelseite der ersten englischen Ausgabe von 1793

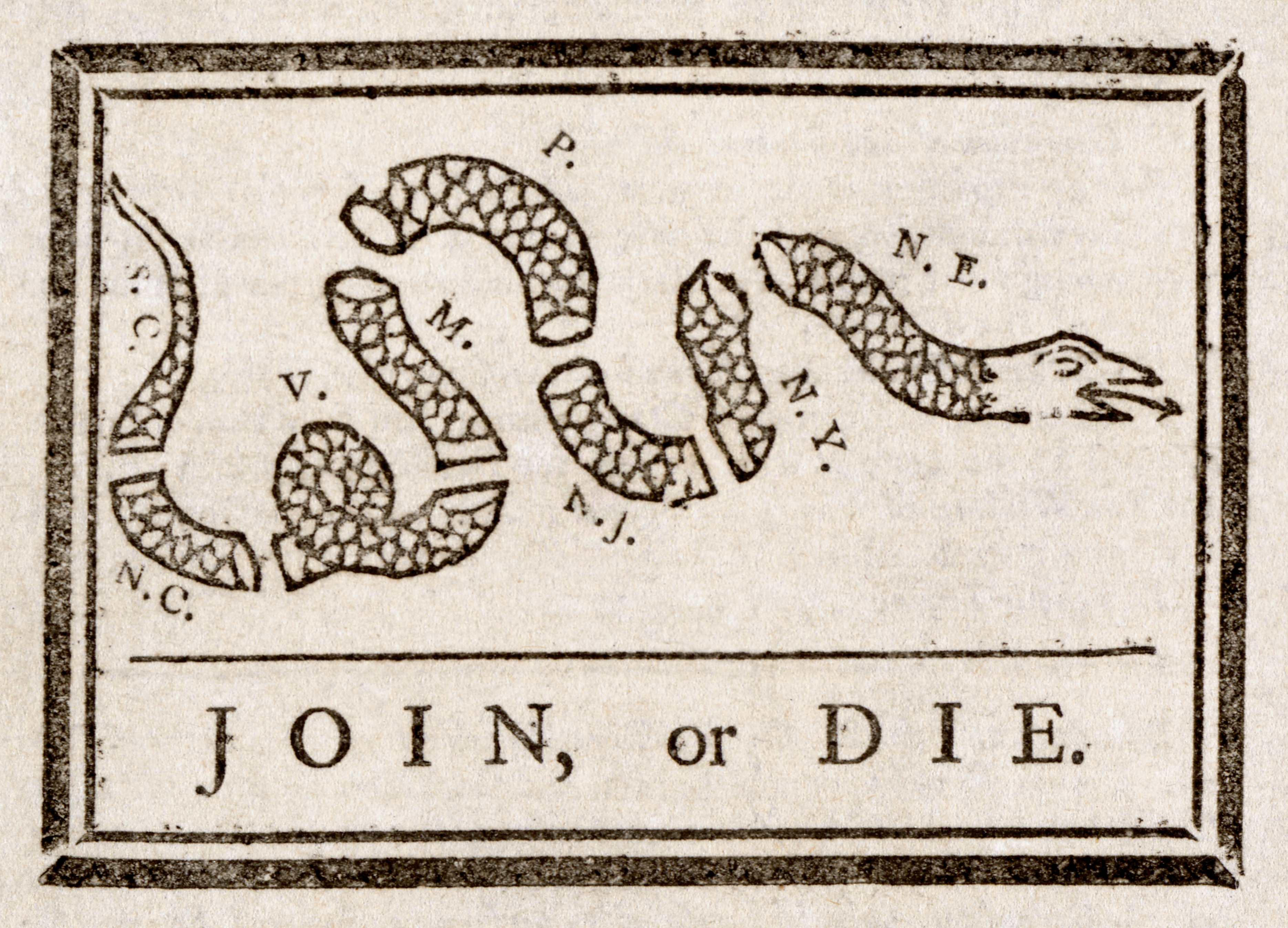
Join, or Die („Mach mit, oder stirb!“) von Benjamin Franklin (1754), ein politischer Kommentar in Cartoonform zur Uneinigkeit der Dreizehn Kolonien während des Siebenjährigen Krieges in Nordamerika (French and Indian War), später verwendet, um die ehemaligen Kolonien zu ermutigen, sich während des Amerikanischen Unabhängigkeitskrieges (American Revolutionary War) für die Unabhängigkeit zusammenzuschließen.

- A Dissertation on Liberty and Necessity, Pleasure and Pain (1725)
- The Busy-Body columns (1729)
- Pennsylvania Gazette (1729–1790)
- Poor Richard's Almanack (1732–1758)
- The Drinker's Dictionary (1737)
- Advice to a Friend on Choosing a Mistress (1745)
- The Speech of Polly Baker (1747)
- Observations Concerning the Increase of Mankind, Peopling of Countries, etc. (1751)
- Experiments and Observations on Electricity (1751)
- Birch letters (1755)
- The Way to Wealth (1758)
- Pennsylvania Chronicle (1767)
- Rules by Which a Great Empire May Be Reduced to a Small One (1773)
- Proposed alliance with the Iroquois (1775)
- A Letter To A Royal Academy (1781)
- Remarks Concerning the Savages of North America (1784)
- The Morals of Chess. (1786)
- An Address to the Public (1789)
- A Plan for Improving the Condition of the Free Blacks (1789)
- The Private Life of the Late Benjamin Franklin (1793)
- Bagatelles and Satires (veröffentlicht 1845)